# Akzidenz Grotesk
La Akzidenz Grotesk, también conocida como Berthold Akzidenz Grotesk u Odd-job Sansserif, es un tipo de letra paloseco o sans serif diseñado por la fundidora de tipos H. Berthold de la ciudad de Berlín en el año de 1896; esta fundición sirvió de inspiración para que Max Miedinger creara en 1957 el tipo de letra Helvética, una de las más importantes muestras del grafismo racionalista de la Escuela Suiza de mediados del siglo XX.

## ¿Helvética o Akzidenz?

Diferencias entre la Helvética y la Akzidenz.

Un ejemplo de la Altura x de la Akzidenz y la Helvética.

La Akzidenz es constantemente confundida con la Helvética, pues estas dos  familias tipográficas tienen grandes similitudes. Sin embargo, pequeñas sutilezas las diferencian: La forma de la "C" mayúscula y minúscula y la "G", "J", "R" y "Q" mayúscula. Aparte de estas sutiles diferencias, el principal cambio que realizó Max Miedinger en su fundición Helvética fue la Altura x (alto que tiene una letra x minúscula y que establece la altura del ojo medio de todas las letras) mayor que en la Akzidenz, lo cual la hace ver un poco más oblonga mientras que la akzidenz mantiene su forma sutilmente aplastada.